# Ohne Mutter geht es nicht
Ohne Mutter geht es nicht ist eine deutsche Filmkomödie des Regisseurs Erik Ode aus dem Jahr 1958. Dabei handelt es sich um die Fortsetzung des Films Vater, unser bestes Stück aus dem Jahr 1957. Die Hauptrollen waren mit Ewald Balser und Adelheid Seeck besetzt worden. Das Drehbuch verfassten Hans Nicklisch und Juliane Kay. Es basiert auf dem gleichnamigen Roman von Hans Nicklisch. In der Bundesrepublik Deutschland kam der Film zum ersten Mal am 4. November 1958 in die Kinos. 

## Handlung
Seit seiner Jugend träumt Professor Keller von einem eigenen Häuschen im Grünen. Sein Wunsch scheint in Erfüllung zu gehen, als er vor der ziemlich herabgekommenen Gastwirtschaft »Zum Frohen Postillion« steht und erfährt, dass das Objekt verkauft werden soll. Mit seiner Gattin und den vier gemeinsamen Kindern macht sich Keller auf, das Anwesen zu besichtigen und danach den Familienrat entscheiden zu lassen, ob das Geschäft gewagt werden soll. Zur Enttäuschung des Familienoberhauptes fällt die Entscheidung nicht so aus, wie er sie sich gewünscht hätte. Trotzdem fängt er – kaum dass er in seiner gemieteten Etagenwohnung zurück ist – gleich zu rechnen an: Kaufpreis, Hypothek, Anzahlung usw. Allerdings fällt es ihm schwer, sich zu konzentrieren, weil laut nicht nur das Radio, sondern auch noch seine Kinder lärmen. Als Keller gegenüber seiner Tochter ein paar spöttische Worte über deren Verehrer fallen lässt, eilt diese wütend davon. Thomas, das jüngste Familienmitglied, wird wieder einmal aufsässig, und Dreas hat keine Lust, für sein Physikum zu lernen. Nur Mutter Friedel lässt sich nicht aus der Ruhe bringen.
Um seinen Plan, die ehemalige Gaststätte zu kaufen, doch noch verwirklichen zu können, schickt Keller seine Gattin in die längst fällige Kur, zumal Friedel in dieser Angelegenheit seine größte Gegnerin ist. Auf einmal sind sich alle einig, das ins Auge gefasste Haus zu erwerben, zu renovieren und umzuziehen, solange die Mutter etwas für ihre Gesundheit tut. Keller begleitet seine Frau zum Kurort. Kaum sind die Eltern aus dem Haus, wird ihr Nachwuchs übermütig. Als der Papa zurückkommt und ihm aus seiner Wohnung ein ohrenbetäubender Lärm entgegenschlägt, verschlechtert sich sogleich seine Laune. Nur mit großer Mühe gelingt es ihm, die Ordnung wiederherzustellen.
Friedel Keller hält es nicht lange in der Kur aus und kehrt vorzeitig zurück. Entsetzt muss sie bei ihrer Ankunft feststellen, dass die Wohnung geräumt ist. Elsbeth, ihr Hausmädchen, weiht sie über das Geschehene ein. Sogleich macht sie sich auf, ihre Angehörigen im neuen Haus zu überraschen, was ihr auch gelingt. Trotz ihrem Ärger packt sie gleich mit an, die Möbel an den richtigen Platz zu rücken. Nach getaner Arbeit muss aber auch sie feststellen, dass der Kauf des Anwesens eine gute Sache war.

## Ergänzungen
Die Außenaufnahmen entstanden in Göttingen, die Innenaufnahmen in den Studios der Bavaria Film in Grünwald-Geiselgasteig. Die Bauten wurden von den Filmarchitekten Emil Hasler und Paul Markwitz entworfen. Maria Brauner steuerte die Kostüme bei.
Für den Kameramann Fritz Arno Wagner war dies der letzte Film, er starb während der Aufnahmen bei einem Arbeitsunfall. Sein Kollege Karl Löb beendete die Aufnahmen.

## Kritik
Das Lexikon des internationalen Films bezeichnet den Streifen als inhalts- und einfallsärmer als sein Vorgänger „Vater, unser bestes Stück“. Zugleich wird bemängelt, dass Ode schwungloser inszeniert habe als sein Vorgänger Lüders.

## Quelle
- Programm zum Film: Das Neue Film-Programm, erschienen im gleichnamigen Verlag in Mannheim, Nummer 4143